# 親衛隊上級小隊領袖

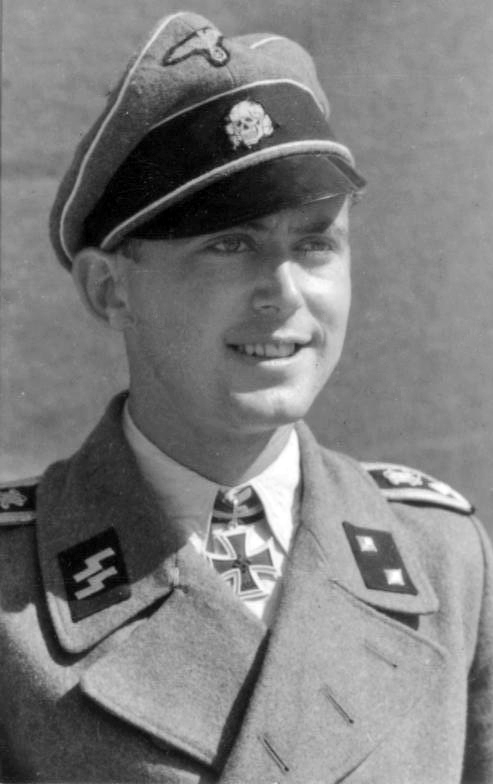
武裝親衛隊上級小隊領袖庫爾特·薩默特萊特。

親衛隊上級小隊領袖（德語：Oberscharführer）是納粹德國準軍事組織「親衛隊」的一個階級，存在於1932年至1945年間。本階級最早由納粹黨準軍事部隊「衝鋒隊」於1920年代晚期至1930年代早期為因應組織不斷擴張的規模而創設。在衝鋒隊的編制中，上級小隊領袖地位高於小隊領袖，但低於部隊領袖。
由於親衛隊創立初期的階級系統均承襲自衝鋒隊，本階級亦於創設時成為其階級編制的一部分。起初，親衛隊上級小隊領袖與衝鋒隊上級小隊領袖的地位是對等的；但1934年長刀之夜後這種狀況有所改變。
長刀之夜後，親衛隊重編了其階級系統，部分承襲自早期衝鋒隊的階級亦不再沿用；親衛隊上級小隊領袖的地位獲得提升，其職等如今相當於衝鋒隊部隊領袖。親衛隊所使用的官等標記亦從原先衝鋒隊所使用的帶一個銀色方形與一條銀色橫紋的黑底襟章改為帶兩個銀色方形而無銀色橫紋的黑底襟章。
在衝鋒隊中，上級小隊領袖通常負責指揮一個小隊，並聽命於排級士官。在親衛隊中，本階級所負擔的職責則較為多樣化，同階級人員在一般親衛隊與武裝親衛隊中的職務亦大不相同。
1938年，在親衛隊正式採用野戰灰色的制服後，上級小隊領袖開始配戴與德意志國防軍军士长樣式相同的肩章。。

## 標記

肩章
襟章
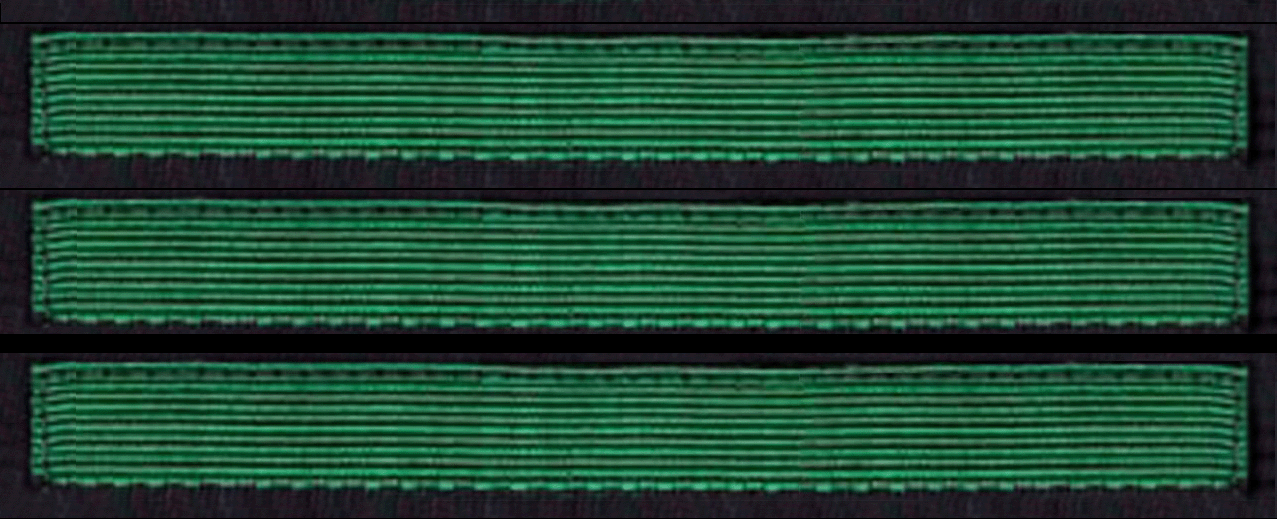
袖章

## 引用
1. 1 2  McNab 2009，第29, 30頁.
2. ↑  McNab 2009，第29頁.
3. ↑  Flaherty 2004，第148頁.
4. ↑  McNab 2009，第30頁.

## 圖書
- Flaherty, T. H. . Time-Life Books, Inc. 2004 [1988]. ISBN 1 84447 073 3.
- McNab, Chris. . Amber Books Ltd. 2009. ISBN 978-1-906626-49-5.